# Championnat d'Espagne de football 1957-1958
Navigation
Primera División 1956-57 Primera División 1958-59
Le championnat d'Espagne de football 1957-1958 est la 27e édition du championnat. La compétition est remportée par le Real Madrid. Organisé par la Fédération espagnole de football, le championnat se dispute du 15 septembre 1957 au 21 avril 1958.
Le club madrilène conserve son titre en l'emportant avec trois points d'avance sur l'Atlético Madrid et sept sur le troisième, le CF Barcelone. C'est le sixième titre des « merengues » en championnat.
Le système de promotion/relégation ne change pas : descente et montée automatique pour les deux derniers de division 1 et les deux premiers des deux groupes de deuxième division. En fin de saison, le Real Valladolid et le Real Jaén sont relégués en deuxième division. Ils sont remplacés la saison suivante par le Real Betis Balompié et le Real Oviedo.
Les attaquants espagnols Ricardo Alós de Valence CF, Manuel Badenes du Real Valladolid, et l'Argentin Alfredo Di Stéfano, du Real Madrid, terminent à égalité meilleurs buteurs du championnat avec 19 réalisations. C’est le quatrième titre pour Alfredo Di Stéfano.

## Règlement de la compétition
Le championnat de Primera División est organisé par la Fédération espagnole de football, il se déroule du 15 septembre 1957 au 21 avril 1958.
Il se dispute en une poule unique de 16 équipes qui s'affrontent à deux reprises, une fois à domicile et une fois à l'extérieur. L'ordre des matchs est déterminé par un tirage au sort avant le début de la compétition.
Le classement final est établi en fonction des points gagnés par chaque équipe lors de chaque rencontre : deux points pour une victoire, un pour un match nul et aucun en cas de défaite. En cas d'égalité de points entre deux ou plusieurs de clubs en fin de championnat, le classement se fait à la différence de buts. L'équipe possédant le plus de points à la fin de la compétition est proclamée championne. En fin de saison, les deux derniers du championnat sont relégués en Segunda División et remplacés par les deux premiers de ce championnat.

## Équipes participantes
Cette saison de championnat se dispute à 16 équipes. Le Saragosse FC  et le CF Barcelone inaugurent lors de cette saison leur nouveau stade, La Romareda et le Camp Nou.
| \| A. Bilbao Atlético Madrid CF Barcelone Celta Vigo Séville CF Real Madrid Espanyol Valence CF Real Sociedad Real Valladolid UD Las Palmas CA Osasuna Real Jaén Real Saragosse Grenade CF Real Gijón \| Localisation des clubs engagés dans le championnat. |
| A. Bilbao Atlético Madrid CF Barcelone Celta Vigo Séville CF Real Madrid Espanyol Valence CF Real Sociedad Real Valladolid UD Las Palmas CA Osasuna Real Jaén Real Saragosse Grenade CF Real Gijón                                                           |

| Clubs                  | Ville                      | Stade              | Capacité |
| ---------------------- | -------------------------- | ------------------ | -------- |
| Atlético Bilbao        | Bilbao                     | San Mamés          | 40 400   |
| Atlético Madrid        | Madrid                     | Metropolitano      | 56 717   |
| CF Barcelone           | Barcelone                  | Camp Nou           | 83 868   |
| Celta Vigo             | Vigo                       | Balaidos           | 15 850   |
| Espanyol Barcelone     | Barcelone                  | Sarriá             | 30 000   |
| Real Sporting de Gijón | Gijón                      | El Molinón         | 23 500   |
| Grenade CF             | Grenade                    | Los Cármenes       | 12 000   |
| Real Jaén              | Jaén                       | La Victoria        | 9 040    |
| UD Las Palmas          | Las Palmas de Gran Canaria | Insular            | 12 000   |
| Real Madrid            | Madrid                     | Santiago Bernabéu  | 90 123   |
| CA Osasuna             | Pampelune                  | San Juan           | 13 400   |
| Real Saragosse         | Saragosse                  | La Romareda        | 32 416   |
| Real Sociedad          | Saint-Sébastien            | Atocha             | 21 650   |
| Séville CF             | Séville                    | Nervión            | 30 000   |
| Valence CF             | Valence                    | Mestalla           | 51 653   |
| Real Valladolid        | Valladolid                 | José Zorrilla (es) | 21 333   |

## Classement
| Rang | Équipe                   | Pts | J  | G  | N  | P  | Bp | Bc | Diff |
| ---- | ------------------------ | --- | -- | -- | -- | -- | -- | -- | ---- |
| 1    | Real Madrid T            | 45  | 30 | 20 | 5  | 5  | 71 | 26 | +45  |
| 2    | Atlético Madrid          | 42  | 30 | 16 | 10 | 4  | 78 | 43 | +35  |
| 3    | CF Barcelone             | 38  | 30 | 17 | 4  | 9  | 69 | 38 | +31  |
| 4    | Valence CF               | 36  | 30 | 13 | 10 | 7  | 56 | 40 | +16  |
| 5    | Osasuna Pampelune        | 35  | 30 | 15 | 5  | 10 | 53 | 43 | +10  |
| 6    | Atlético Bilbao C        | 32  | 30 | 14 | 4  | 12 | 56 | 48 | +8   |
| 7    | Celta Vigo               | 32  | 30 | 13 | 6  | 11 | 50 | 51 | -1   |
| 8    | Espanyol Barcelone       | 28  | 30 | 11 | 6  | 13 | 48 | 46 | +2   |
| 9    | Real Sociedad            | 27  | 30 | 10 | 7  | 13 | 38 | 44 | -6   |
| 10   | Séville CF               | 25  | 30 | 9  | 7  | 14 | 45 | 55 | -10  |
| 11   | UD Las Palmas            | 25  | 30 | 9  | 7  | 14 | 34 | 65 | -31  |
| 12   | Real Sporting de Gijón P | 24  | 30 | 10 | 4  | 16 | 46 | 57 | -11  |
| 13   | Grenade CF P             | 24  | 30 | 11 | 2  | 17 | 35 | 53 | -18  |
| 14   | Real Saragosse           | 24  | 30 | 8  | 8  | 14 | 39 | 52 | -13  |
| 15   | Real Valladolid          | 23  | 30 | 9  | 5  | 16 | 45 | 73 | -28  |
| 16   | Real Jaén                | 20  | 30 | 9  | 2  | 19 | 29 | 58 | -29  |

- Champion, qualification pour la Coupe des clubs champions 1958-1959 en tant que champion et tenant du titre
- Qualification pour la Coupe des clubs champions 1958-1959 en tant que vice-champion
- Qualification pour la Coupe des villes de foires
- Relégation en Segunda División

## Bilan de la saison
| Championnat d'Espagne de football 1957-1958 |                        |
| Champion                                    | Real Madrid (6e titre) |
| Dauphin                                     | Atlético Madrid        |
| Coupes et trophées                          |                        |
| Vainqueur de la Coupe d'Espagne 1957-1958   | Atlético Bilbao        |
| Promotions et relégations                   |                        |
| Promus en Primera División                  | Real Betis Balompié    |
| Promus en Primera División                  | Real Oviedo            |
| Relégués en Segunda División                | Real Valladolid        |
| Relégués en Segunda División                | Real Jaén              |